# 谢高忠
谢高忠（1922年—），男，山西崞县人，中华人民共和国政治人物，曾任新疆维吾尔自治区革命委员会副主任，新疆维吾尔自治区人民政府副主席。